# Fórceps odontológico
Fórceps odontológico ou boticão é um instrumento cirúrgico utilizado pelo cirurgião-dentista (médico-dentista em Portugal) para auxiliar (juntamente com outros instrumentos) a extração de dentes e de suas raízes. O nome dado a esse procedimento é exodontia, empregado quando se esgotam as opções para manter o órgão dentário em seu alvéolo ou a permanência do dente torna-se um empecilho à manutenção da saúde.
Os fórceps são confeccionados em aço inoxidável para suportarem severos processos de desinfecção e esterilização e estes variam de acordo com a forma do dente a ser extraído, dispondo de diversos modelos e tamanhos.

## Principais modelos
|  |  |  |
|  |  |  |

### Outros modelos
| Fórceps nº 1    | Incisivos e caninos superiores              |
| Fórceps nº 65   | Incisivos e raízes superiores               |
| Fórceps nº 68   | Raízes de dentes inferiores                 |
| Fórceps nº 69   | Raízes de dentes inferiores e superiores    |
| Fórceps nº 99A  | Pré-molares, caninos e incisivos superiores |
| Fórceps nº 101  | Pré-molares superiores                      |
| Fórceps n° 151A | Somente pré-molares inferiores              |
| Fórceps nº 203  | Pré-molares e raízes inferiores             |
| Fórceps nº 213  | Pré-molares e caninos superiores            |
| Fórceps nº 23   | Molares inferiores                          |
| Fórceps nº 32   | Molares e pré-molares superiores            |
| Fórceps nº 53L  | Molares superiores do lado esquerdo         |
| Fórceps nº 53R  | Molares superiores do lado direito          |
| Fórceps nº 210H | Terceiros molares superiores                |
| Fórceps nº 222  | Terceiros molares inferiores                |